# Jesús Carlos Cabrero Romero

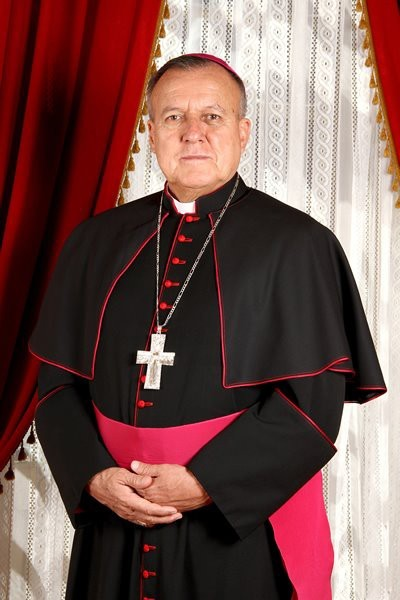
Jesús Carlos Cabrero Romero

Jesús Carlos Cabrero Romero (* 7. Mai 1946 in San Luis Potosí) ist ein mexikanischer Geistlicher und emeritierter römisch-katholischer Erzbischof von San Luis Potosí.

## Leben
Jesús Carlos Cabrero Romero empfing am 12. April 1972 die Priesterweihe für das Bistum San Luis Potosí.
Papst Benedikt XVI. ernannte ihn am 8. Oktober 2008 zum Bischof von Zacatecas. Der Präsident des Päpstlichen Rates für die Pastoral im Krankendienst, Javier Kardinal Lozano Barragán, spendete ihm am 19. Dezember desselben Jahres die Bischofsweihe; Mitkonsekratoren waren Erzbischof Christophe Pierre, Apostolischer Nuntius in Mexiko, und Fernando Mario Chávez Ruvalcaba, emeritierter Bischof von Zacatecas. Als Wahlspruch wählte er Dar la vida („Leben geben“).
Am 3. April 2012 wurde er zum Erzbischof von San Luis Potosí ernannt und am 16. Mai desselben Jahres in das Amt eingeführt.
Am 26. März 2022 nahm Papst Franziskus seinen altersbedingten Rücktritt an.